# P4 Jönköping
P4 Jönköping är en av Sveriges Radios lokalstationer belägen i Jönköping och sänder i Jönköpings län. Några riksproduktioner för främst Sveriges Radio P1 och Sveriges Radio P4 sänds också från Jönköping, till exempel reportage och intervjuer för Ekot och underhållningsprogrammet Sverigematchen i P4. Tidigare har även riksproduktionerna Fråga bildoktorn och Karlavagnen sänts från Jönköping.
P4 Jönköpings journalistik har genom åren nominerats och vunnit priser. 2011 vann Pernilla Arvidsson och Rebecka Montelius Guldspaden i kategorin Lokalradio för deras granskning av friskolegymnasiet Kitas. År 2020 vann åter Rebecka Montelius priset, då för sin granskning av turerna kring en kommunal finansiering av en golfbana i Värnamo.

## Historik
Sveriges Radio Jönköping startade sina lokala sändningar den 29 augusti 1977 då man sände "Fönster" i SR P3. Till en början sände man främst på morgnar, vid lunchtid och sent på eftermiddagen. Den 13 april 1988 började man sända över SR P4. Sändningstiden ökade kraftigt, och samtidigt hade man flyttat från Jönköpings gamla rådhus i centrum till Bäckalyckan.
Den 7 september 2012 flyttade stationen från lokalerna på Bäckalyckan till Jönköpings gamla brandstation centralt i staden.

## Nyheterna
Redaktionen sänder lokala nyheter varje halvtimme, med senaste nytt om vad som händer runt om i Jönköpings län.
Vardagar: 06.30–17.30
Helger: 08.30–13.30
Varje timme sänder Ekot riksnyheter.

## Programmen i urval
- Morgon i P4 Jönköping (Malte Nordlöf, Magnus Nilsson, Karin Selldén) - måndag-fredag, 05.59–09.30[2]
- Förmiddag i P4 Jönköping (Hasse Pettersson, Sofie Carme, Elin Ericsson) - måndag-fredag, 09.30–13.00[3]
- Eftermiddag i P4 Jönköping (Sanna Hermansson, Simon Isaksson, Malte Nordlöf) - måndag-fredag, 15.03–17.34[4]
- Karlavagnen (fram till våren 2019) (Pernilla Arvidsson) - tisdag 21.40-24.00[5]

## Chefer
- Kanalchef: Peter Olsson[6]
- Agendachef: David Svanberg
- Dagproducent: Therese Edin
- Programutvecklingschef: Jessica Sonelius

Radioprofilen och tidigare programledaren för Karlavagnen Pernilla Arvidsson var tidigare programutvecklingschef för kanalen.

## Frekvenser
- Jönköping 100,8 MHz
- Tranås 95,9 MHz
- Nässjö 102,1 MHz
- Värnamo 89,1 MHz
- Finnveden 103,4 MHz
- Habo  96,6 MHz

### Fotnoter
1. ↑  ”På plats i nya radiohuset”. Sveriges Radio Jönköping. 7 september 2012. http://sverigesradio.se/sida/artikel.aspx?programid=91&artikel=5261406. Läst 10 september 2012.
2. ↑  http://sverigesradio.se/sida/avsnitt?programid=2260
3. ↑  http://sverigesradio.se/sida/avsnitt?programid=2267
4. ↑  http://sverigesradio.se/sida/avsnitt?programid=2345
5. ↑  ”Arkiverade kopian”. Arkiverad från originalet den 14 mars 2014. https://web.archive.org/web/20140314193001/http://sverigesradio.se/sida/gruppsida.aspx?programid=3117&grupp=19054. Läst 13 mars 2014.
6. ↑  Peter Olsson ny kanalchef för P4 Jönköping P4 Jönköping 1 juni 2015. Åtkomst 22 november 2017.